# Fimbristylis variegata
Fimbristylis variegata är en halvgräsart som beskrevs av Gordon-gray. Fimbristylis variegata ingår i släktet Fimbristylis och familjen halvgräs. IUCN kategoriserar arten globalt som livskraftig.
Artens utbredningsområde är KwaZulu-Natal. Inga underarter finns listade i Catalogue of Life.